# Тудеберг, Эвен
Эвен Тудеберг (эст. Even Tudeberg; 14 января 1963, Таллин) — советский биатлонист, двукратный призёр чемпионата мира среди юниоров (1983), участник этапов Кубка мира, двукратный призёр чемпионата СССР в эстафете (1983, 1984).

## Биография
Занимался спортом с 1973 года в ДЮСШ № 28 г. Таллина. Представлял спортивное общество «Динамо» и город Таллин. Тренер — Тыну Пяясуке.
На чемпионате мира среди юниоров 1983 года в Антерсельве завоевал бронзу в индивидуальной гонке и стал серебряным призёром в эстафете, а в спринте занял пятое место.
На чемпионате СССР в составе эстафетной команды общества «Динамо» в 1983 году завоевал бронзовые награды, в 1984 году стал серебряным призёром.
В составе сборной СССР принимал участие в этапах Кубка мира. Дебютировал в сезоне 1982/83, стартовал на этапах в Лахти и Хольменколлене, на дебютном этапе в Лахти показал свой лучший результат в карьере — шестое место в спринте. На этапе в Хольменколлене стал победителем в эстафете в составе сборной СССР вместе с Альгимантасом Шална, Дмитрием Васильевым и Юрием Кашкаровым. В сезоне 1983/84 на этапе в Фалуне стал 17-м в спринте и вторым в эстафете, уступив только другому составу сборной СССР. В сезоне 1984/85 участвовал в этапах в Лахти и Хольменколлене, лучший результат в этом сезоне — 11-е место в индивидуальной гонке на этапе в Лахти.
Завершил спортивную карьеру в 1986 году. В независимой Эстонии входил в состав руководства национального Олимпийского комитета (2000—2003).

## Личная жизнь
Окончил Таллинский педагогический институт (1988), позднее получал образование в Высшей школе Дьюка в США.
С 1990-х годов занимается бизнесом, владеет рекламным агентством в Таллине.